# Fritz Von Erich
Jack Barton Adkisson (né le 16 août 1929 à Jewett, Texas et mort le 10 septembre 1997 à Lake Dallas dans le même état) est un catcheur et promoteur de catch américain principalement connu sous le nom de Fritz Von Erich. Il est le père de Jack Jr, Kevin, David (en), Kerry, Mike (en) et Chris Von Erich (en) et est le patriarche de la Famille Von Erich .

## Biographie

### Jeunesse
Adkisson s'est marié à Doris Juanita Smith en 1950 a joué au football américain au poste de lineman (en) au sein de l'équipe de l'Université méthodiste du Sud. Il n'a cependant pas fait de carrière professionnelle aux États-Unis et a tenté sa chance au Canada où il a frappé à la porte des Eskimos d'Edmonton, une équipe de la Ligue canadienne de football,.

### Carrière de catcheur (1954-1982)
C'est au Canada qu'il fait la rencontre de Stu Hart qui lui propose de se lancer dans le catch et après un entraînement il débute à la Stampede Wrestling sous le nom de Fritz Von Erich et incarne un pseudo-nazi. Il y remporte ses premiers titres en devenant double champion par équipe de la National Wrestling Alliance (NWA) Alberta avec Lou Sjoberg. Durant cette période, il travaille aussi pour la Maple Leaf Wrestling en Ontario où il remporte à trois reprises le championnat par équipe Canadian Open d'abord avec Karl Von Schober avec qui il a remporté deux fois ce titre puis avec Gene Kiniski. C'est au sein de cette fédération qu'il commence à faire équipe avec Wally Sieber (en) qui change de nom de ring pour celui de Waldo Von Erich pour passer pour son frère et avec qui il a remporté le championnat par équipe du Sud de la Mid-Atlantic Championship Wrestling (en) le 13 octobre 1958 avant de perdre ce titre deux semaines plus tard. Entre-temps il a détenu les Brass Knuckles de champion du Texas de la NWA qu'il a remporté le 15 avril 1958 et perd ce titre le 5 août ; il devient aussi avec Hans Hermann champion du monde par équipe de la NWA Minnesota le 1er juillet et perdent ce titre en novembre,,. À la suite de la mort accidentelle de son premier fils, Jack Jr. en 1959 à Niagara Falls, New York il a cessé de travailler sur la côte est des États-Unis ce qui a permis à Waldo de se faire connaitre là bas à la World Wide Wrestling Federation.

## Championnats et accomplissements
- All Japan Pro Wrestling
  - 1 fois NWA International Tag Team Championship (avec Karl Krupp)
- Maple Leaf Wrestling
  - 3 fois NWA Canadian Open Tag Team Championship (avec Karl Von Schober (2) et Gene Kiniski (1))
- Mid-Atlantic Championship Wrestling
  - 1 fois NWA Southern Tag Team Championship (avec Waldo Von Erich)
- NWA Detroit
  - 3 fois NWA United States Heavyweight Championship
- NWA Minneapolis Wrestling and Boxing Club / American Wrestling Association
  - 1 fois AWA World Heavyweight Championship
  - 1 fois NWA World Tag Team Championship (avec Hans Hermann)
  - 2 fois World Heavyweight Championship
- NWA Western States Sports
  - 1 fois International Tag Team Championship (avec Karl Krupp)
  - 4 fois NWA North American Heavyweight Championshi
- Professional Wrestling Hall of Fame
  - Introduit en 2012
- Southwest Sports, Inc / NWA Big Time Wrestling / World Class Championship Wrestling
  - 13 fois NWA World Heavyweight Championship
  - 6 fois NWA American Tag Team Championship (avec Waldo Von Erich (1), Billy Red Lyons (1), Grizzly Smith (1), Fred Curry (1), Dan Miller (1) et Dean Ho (1))
  - 5 fois NWA Brass Knuckles Championship
  - 4 fois NWA Texas Heavyweight Championship
  - 3 fois NWA United States World Heavyweight Championship
  - 1 fois NWA World Six-Man Tag Team Championship (avec Kevin & Mike Von Erich)
  - 2 fois NWA World Tag Team Championship (with Killer Karl Kox (1) et Duke Keomuka (1))
- St. Louis Wrestling Hall Of Fame
  - Introduit en 2007
- World Wrestling Entertainment
  - WWE Hall of Fame (Introduit en 2009)
- Wrestling Observer Newsletter awards
  - Wrestling Observer Newsletter Hall of Fame (Introduit en 2009)